# Bou Hamara

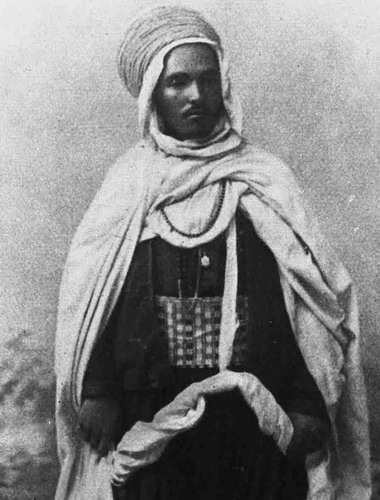
Bou Hamara (1903)

Bou Hamara (arabisch بوحمارة ‚Vater, Eigentümer der Eselin‘; geboren um 1860 in Ouled Youssef; gestorben am 2. September 1909 in Fès) war ein marokkanischer Warlord, der behauptete, Kalif zu sein.

## Leben
Bou Hamara wuchs auf als Jilani (lies: Dschīlānī) Zerhouni, auch Jilali Ben driss Zerhouni el Youssefi, beim Berberstamm der Zerhouni am Jbel Zerhoun. Er studierte in Fès, Tlemcen, Algier und Paris, Vermessungsingenieurwesen. Er war einige Zeit Sekretär von Mulai Omar, dem Kalifen von Fès und Bruder von Mulai al-Hassan I., dort hatte er Zugang zum Serail und war mächtig.
Aufgrund von Intrigen am Hof wurde er als Fälscher bezichtigt, verlor seinen Posten als Schreiber und wurde eingesperrt. Als er freikam, ging er nach Algerien.

## Mulai Mohamed
1901 kam er aus Algerien als auf einer Eselin reitender Wanderprediger zurück nach Nordostmarokko und behauptete von sich Mulai Mohamed, der erstgeborene Sohn von Sultan Mulai al-Hassan I. zu sein und somit der ältere Halbbruder des damals herrschenden Abd al-Aziz, was einen Thronanspruch implizierte. Die Propaganda des Sultans gab ihm den Namen Bou Hamara.
Als erstgeborener Sohn des Kalifen erhob er Anspruch auf das Kalifat, er stellte sich als Verteidiger des Islam dar und machte antifranzösische Agitation. Bou Hamara ließ sich 1902 in Selouane in der Provinz Nador nieder.
Es gelang ihm bis zu einem Fünftel des Sultanats Marokko auf seine Seite zu ziehen. Seine Anhängerschaft war im Nordosten, hauptsächlich in den Orten Taza und Oujda.
Im November 1902 verließ Abd al-Aziz Fès in Richtung Rabat, der Beginn dieser Harka hatte sich wegen eines beginnenden Aufstandes der Anhänger Bou Hamara verzögert. Aber die Lage schien sich beruhigt zu haben und eine Armee des Sultans wurde nach Taza gesandt, um den Aufstand niederzuschlagen.
Als Oberbefehlshaber hatte Abd al-Aziz seinen Bruder Mulai el-Kebir bestimmt. Auf den Einwand Walter Burton Harris, dass es sich bei diesem um ein Kind handelte, antwortete der Sultan: „Stimmt, aber meine anderen Brüder waren schon mit Expeditionen beauftragt worden und nun ist Mulai el-Kebir dran, der hatte noch keine Gelegenheit etwas Geld zu verdienen“.
Am 22. Dezember 1902 erlitt eine vom Onkel von Abdel Aziz, Mulai Abdelsalam el-Amarani geleitete Armee des frankophilen Sultans eine Niederlage. Abdelsalam el-Amarani konnte unter Zurücklassung eines Geldsackes sowie der Pillen von Dr. Verdon fliehen.
Bou Hamara kontrollierte nun den Norden und Osten von Marokko: Ghiatis, Nekor, Aït Ouriaghel, Taza, Aknoul, Selouane. Er regierte rücksichtslos und verfolgte Juden, die teilweise aus seinem Herrschaftsgebiet flohen. Er ließ Gegner in Benzin einweichen und abends anzünden.

## Einnahme von Taza
Taza wurde durch Truppen unter El Menebhi am 29. Januar 1903 für den frankofonen Abd al-Aziz eingenommen.
Vielen Anhängern von Bou Hamara wurde der Kopf abgeschlagen. Irrtümlich wurde dies auch von Bou Hamara verkündet, doch dieser war dem Gemetzel in Taza entkommen.
1903 als Gefangener von Ahmed ben Mohammed el-Raisuli fand Walter Burton Harris in einem Küchenschrank von Raissuli den Dahir (Sultanserlass), mit dem Bou Hamara el Raisuli zum Gouverneur der Bergstämme von Nordwest-Marokko bestellte.

## Kalif der Compañía Española de Minas del Rif
Als Mulai Mohamed verkaufte Bou Hamara der Compañía Española de Minas del Rif die Erzabbaurechte am Massiv des Beni-bu-Ifrur. Er wurde am 8. August 1908 vom mächtigsten Berberstamm bei Melilla, den Banu Waryaghal (Aith Waryaghar in der Sprache der Berber), aus dem Bergwerkscamp der Compañía Española de Minas del Rif "entführt".

## Rochade
Diese „Entführung“ war einerseits der Auftakt zum Guerra de Melilla, andererseits trug sie mit zum Machtwechsel in Fès bei. 1908 verließ Abd al-Aziz Fès und bewegte sich auf einer Harka sehr langsam Richtung Marrakesch. Sein Halbbruder Mulai Abd al-Hafiz machte seinerseits eine Harka von Marrakesch nach Fès. Dabei gelang es ein Zusammentreffen der Armeen der konkurrierenden Kalifen zu verhindern. Kurz vor Marrakesch plünderte die Harka von Abd al-Aziz das eigene Camp und suchte nach ausstehendem Sold. Abd al-Aziz flüchtete an die Küste und ergab sich Mulai Abd al-Hafiz. Wie Bou Hamara, hatte Abd al-Aziz, das Kalifat an ungläubige Gläubiger verschrieben.
Mulai Abd al-Hafiz versuchte Bou Hamara zu diskreditieren, indem er einen weiteren Moulay Mohammed in einer Moschee auftreten ließ, was aber mit Missbilligung beantwortet wurde.
Die Ulama von Marrakesch kritisierten die Abhängigkeit von den Europäern.
Da befürchtet wurde, dass Bou Hamara sein Einflussgebiet nach Fès ausweitet, griff Mulai Abd al-Hafiz mit seiner Armee unterstützt durch französische Artillerie einschließlich Militärberatern an, wobei ein Marabout getroffen wurde und Bou Hamara gefangen genommen wurde. 400 seiner Anhänger wurden in Ketten gelegt und auf den Weg nach Fés getrieben, von diesen kamen 160 an. In Fès wurden bei 32 eine Hand und der gegenüber liegende Fuß öffentlich amputiert, die verbleibenden 128 wurden eingesperrt.

## Tod
In Fès wurde Bou Hamara zwei Wochen in einem Löwenkäfig, in welchem er sich nicht aufrichten konnte, auf einem Kamel vorgeführt. Anschließend wurde er in den Fresstrog der Löwen des Scherifs gelegt. Als Bou Hamara begann die Schahada zu rezitieren, wurde er mit einer Pistole durch einen Kopfschuss getötet. Um zu vermeiden, dass eine Maraboutverehrung entstand, wurde seine Leiche in den Vorhängen des Harems des Sultans verbrannt. Der französischen Konsul in Tanger Monsieur de Nyon berichtete in einem Brief an François Guizot im Ministère des Affaires étrangères de France (MAEF) vom 6. Februar 1842, dass die Köpfe von Rebellen gepökelt, als Trophäen, an verschiedenen Stadttoren befestigt waren.